# Авторское право в Египте
Закон об авторском праве Египта юридически определяет права создателей творческих и художественных произведений в соответствии с египетским законодательством.
Действующее в настоящее время законодательство в Египте в области авторского права основано на третьей книге (части) Закона о защите прав интеллектуальной собственности № 82 от 2002 года (англ. Law on the Protection of Intellectual Property Rights 82 of 2002), вступившей в силу 3 июня 2002 года, на следующий день после опубликования в Official Gazette.
Срок защиты авторских прав в общем случае равен 50 годам с момента смерти автора, после чего произведение переходит в общественное достояние.

## Законодательные тексты
До 1954 года в Египте не было никакого законодательства, защищающего художественную и литературную собственность. Несмотря на отсутствие такого законодательства, коренные и смешанные суды ссылаться принципы естественного права и справедливости, чтобы защитить права на интеллектуальную собственность. Тем не менее, местные и смешанные суды практиковали два разных подхода к санкционированию нарушений. Местные суды отказались применять положения уголовного права, на том основании, что уголовная ответственность не может быть определена по причине отсутствия конкретного законодательного текста, касающегося защиты художественной и литературной собственности. С другой стороны, смешанные суды не ждали принятия подзаконных актов. На слушаниях 17 февраля 1941 года, Уголовная палата Кассационного смешанного апелляционного суда постановила, что исполнение песни или музыкальной композиции без разрешения автора или композитора считается преступлением, караемым в соответствии со статьей 351 уголовного закона Египта.

### Закон 354 от 1954 года
Защита художественной и литературной собственности была впервые рассмотрена в египетском законодательстве в 1954 году, с принятием Закона № 354 от 1954 года о защите авторского права. Статья 20 этого закона предусматривала срок охраны авторских прав в течение 50 лет после смерти автора, за исключением сокращения до 15 лет с момента публикации в случае «произведений фотографии и аудиовизуальных произведений, которые не носят творческого характера и лишь состоят из механического воспроизведения сцен». Официальные документы были исключены из защиты авторских прав (ст. 4).

### Закон 82 от 2002 года
Закон 1954 года был отменён в полном объёме, когда 3 июня 2002 года вступил в силу новый закон № 82 от 2002 года о Праве интеллектуальной собственности, сохранивший многие положения, содержащиеся в предыдущем законе, в частности, 50-летний (с момента смерти автора) срок охраны авторских прав (ст. 160). Тем не менее, в нём появилось несколько новых концепций, среди них понятие национального фольклора (ст. 138 и 142).
Тем не менее, новый закон не обошёлся без критики. Международный альянс интеллектуальной собственности (англ. International Intellectual Property Alliance, IIPA) неоднократно подчеркнул в своих докладах ряд недостатков в законе, заявив в своем Специальном отчете № 301, опубликованном в 2009 году, что «Законом об авторском праве <…> остались нерешёнными некоторые недостатки Соглашения по торговым аспектам прав интеллектуальной собственности, другие неясности в защите». Спорным положением закона считается статья 148, которая гласит, что все иноязычные литературные произведения попадают в общественное достояние, если они не переведены на арабский язык в течение трёх лет после публикации.